# Sudogda
Sudogda – miasto w Rosji, w Obwodzie włodzimierskim, centrum administracyjne Rejonu sudogodskiego, 40 km na południowy wschód od Włodzimierza. W 2006 liczyło 12 711 mieszkańców.